# Gema (Spanje)
Gema is een gemeente in de Spaanse provincie Zamora in de regio Castilië en León met een oppervlakte van 17,85 km². Gema telt 229 inwoners (1 januari 2016).

## Demografische ontwikkeling
Bron: INE, 1857-2011: volkstellingen